# Liste der Flüsse in Burkina Faso

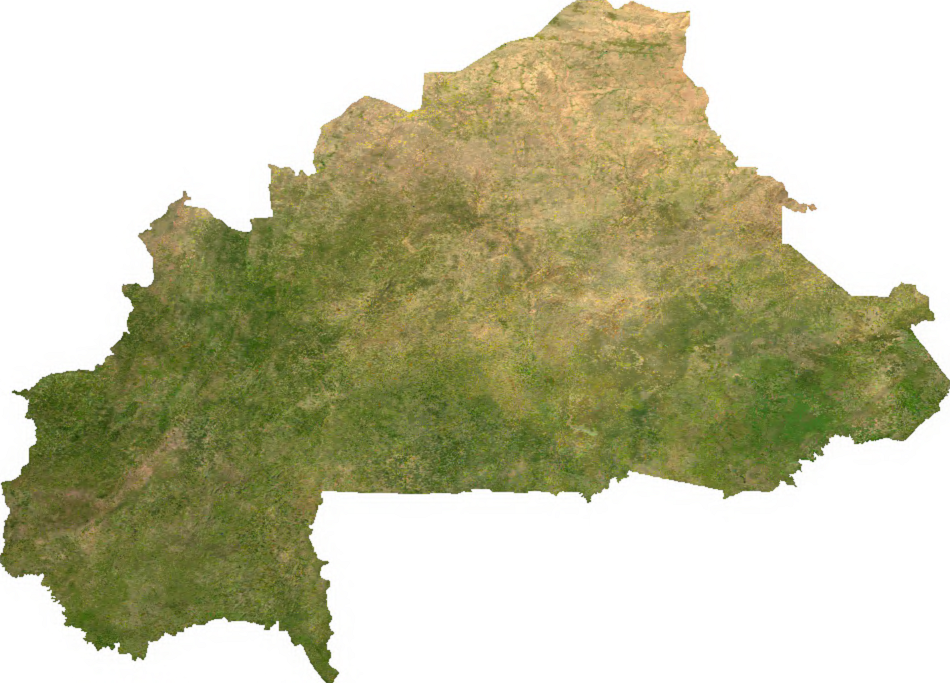
Vegetationsverteilung in Burkina Faso

Klimazonen in Burkina Faso

Dies ist eine Liste der Flüsse in Burkina Faso. Burkina Faso ist in drei Einzugsgebiete aufgeteilt. Der Nordosten und ein kleiner Teil im Westen (zusammen 28 % der Landesfläche) entwässert in den Niger, wobei es sich meist um saisonale Flüsse handelt. Der größte Teil (2/3) des Landes gehört allerdings dem Volta System an. Alle vier Hauptzuflüsse des Volt entspringen oder haben Zuflüsse aus Burkina Faso. Der Südwesten entwässert über den Comoé Richtung Süden.
Die Niederschlagsmengen variieren von 300 bis 1300 mm. Insgesamt fallen in dem westafrikanischen Land 165 km³ Niederschlag pro Jahr, von denen allerdings nur 9 km³ zum Abfluss kommen.

## Volta (Ghana)

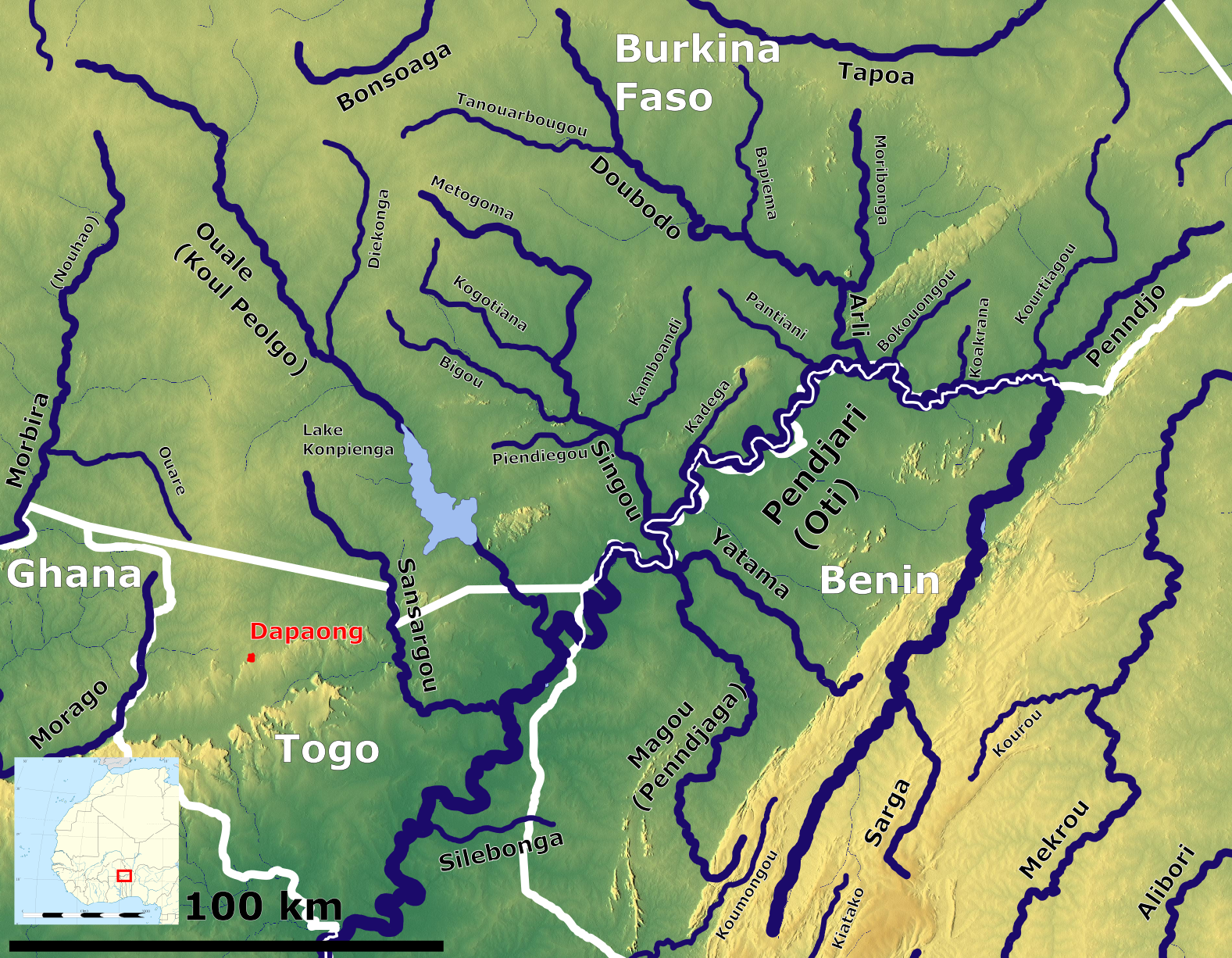
Der Oberlauf des Oti

Das Volta Einzugsgebiet

### Oti(Pendjari)
- Penndjo
  - Kourtiagou
- Koakrana
- Bokouongou
- Arli  (Moribonga)
  - Doudodo
    - Tanouarbougou
    - Bapiema
- Kadega
- Singou (Metogoma)
  - Kogotiana
  - Bigou
  - Piendiegou
  - Kamboandi
- Oualé (Koulpélogo, Koul Peolgo, Kompienga)
  - Diekonga
- Sansargou

### Schwarzer Volta(Mouhoun)
- Sourou
- Grand Balé
- Bougouriba
- Poni

### Weißer Volta(Nakambé)
- - Sissili (über Kulpawn)
- Roter Volta (Nazinon)
- Massili
- Nouaho (Morbira)
  - Ouare

## Niger (Fluss)

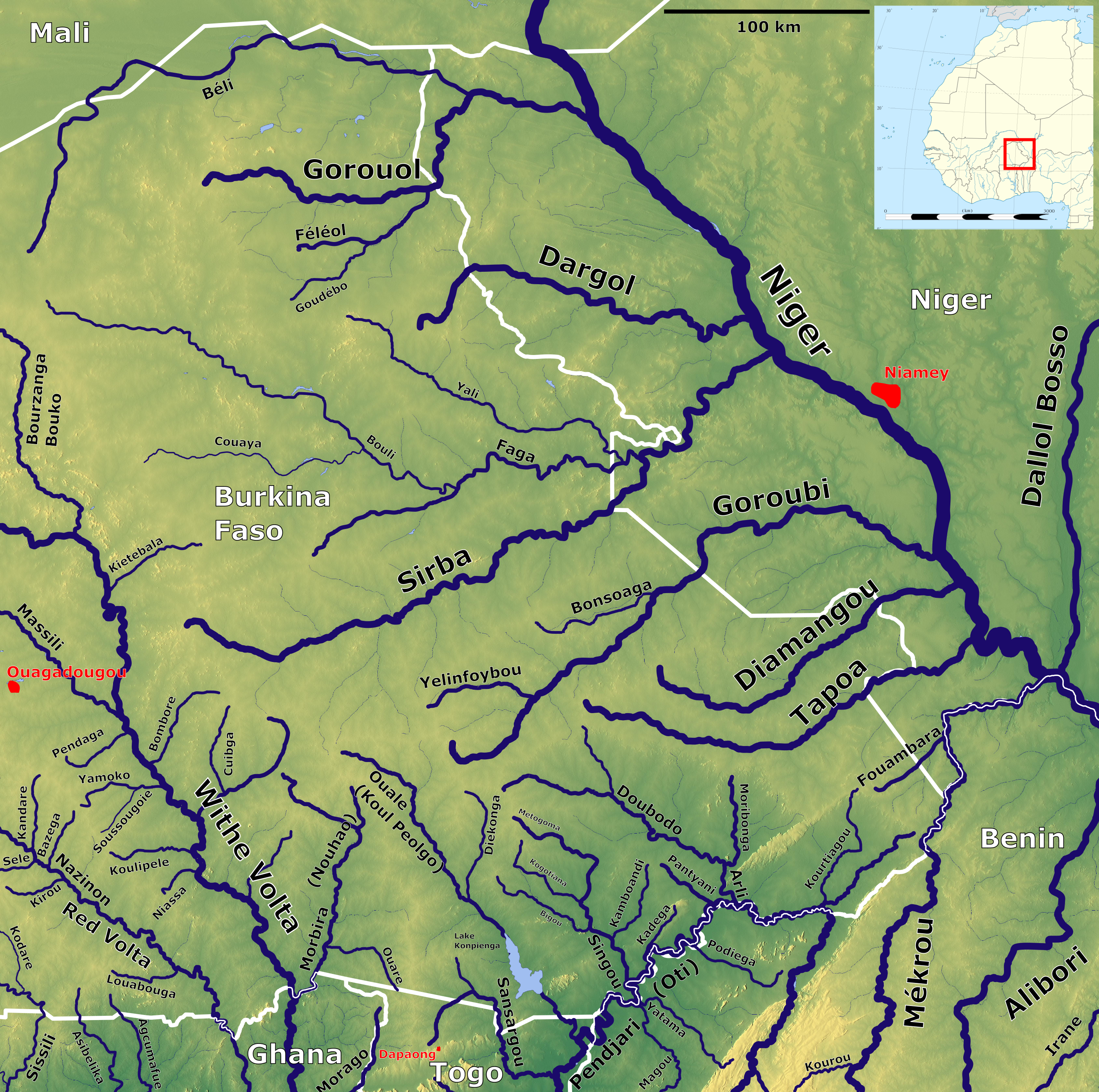
Östliches Burkina Faso mit den Niger Zuflüssen

- - Banifing de Kouoro (über Bani im Westen)
- Gorouol
  - Béli
  - Féléol
- Dargol
- Sirba
  - Faga
- Goroubi
  - Bonsoaga
- Diamangou
- Tapoa
- Mékrou

## Weitere

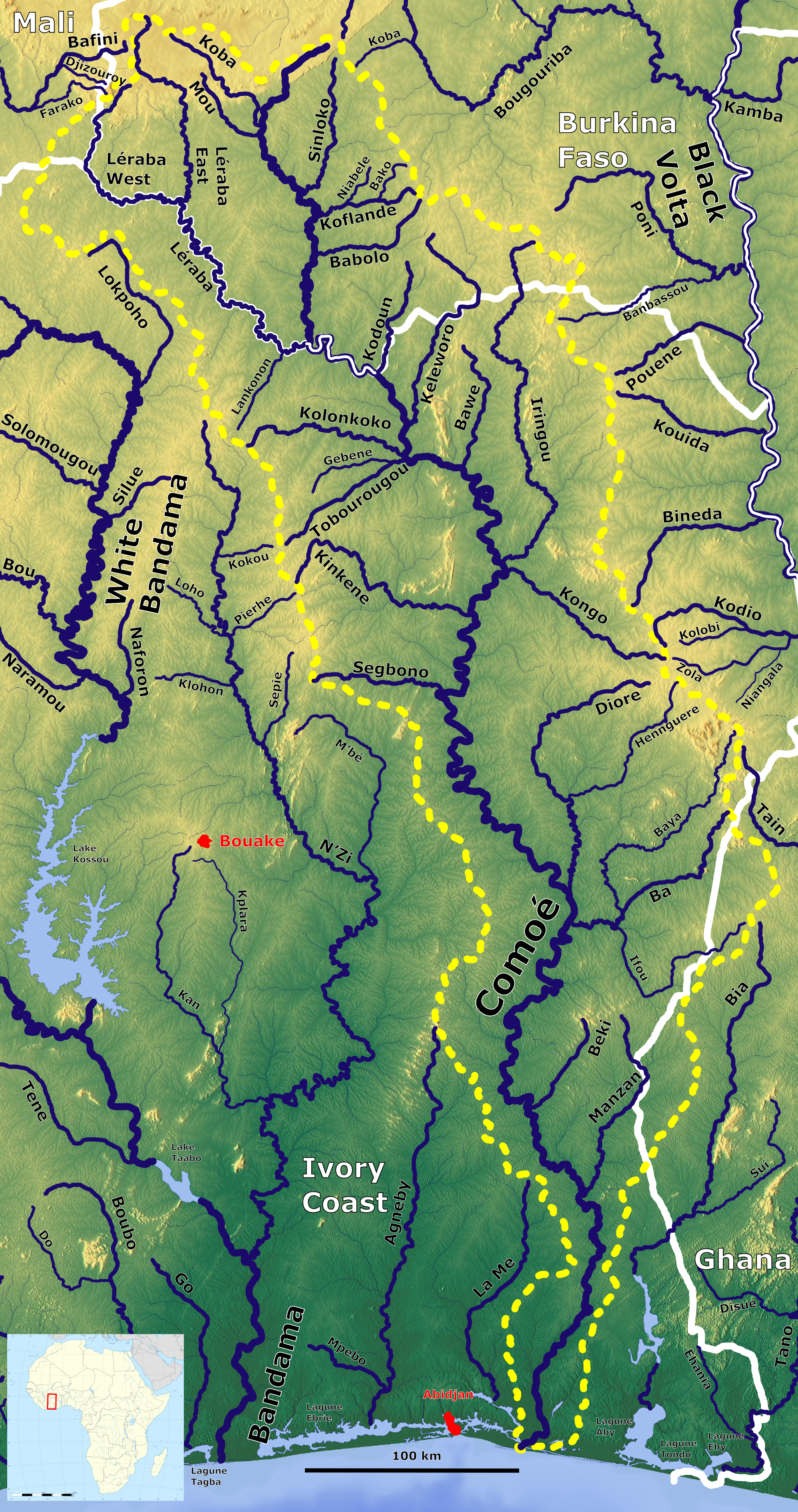
Verlauf das Comoé

- Comoé
  - Léraba
  - Iringou

## Einzugsgebiets Aufteilung
Einzugsgebietaufteilung des Landes in Prozent:
| Flüsse | Einzugsgebiet in km² | Prozent der Landesfläche |
| ------ | -------------------- | ------------------------ |
| Volta  | 178.000              | 63,0                     |
| Niger  | 77.314               | 28,0                     |
| Comoé  | 18.686               | 9,0                      |
| Summe  | 274.000              | 100                      |